# Eupithecia centricaucasica
Eupithecia centricaucasica är en fjärilsart som beskrevs av Alberti 1969. Eupithecia centricaucasica ingår i släktet Eupithecia och familjen mätare. Inga underarter finns listade i Catalogue of Life.